# مقاطعة هندريكس (إنديانا)
مقاطعة هندريكس هي مقاطعة في إنديانا، بلغ عدد سكانها 145٬448  نسمة، في 2010، عاصمتها دانفيل، تبلغ مساحتها 1٬059 كيلومتر مربع.

## الموقع
تشترك في الحدود مع:
- مقاطعة بوون (إنديانا)
- مقاطعة مورغان
- مقاطعة مونتغومري
- مقاطعة ماريون
- إنديانابوليس، إنديانا
- مقاطعة بوتنام (إنديانا).

## التقسيمات الإدارية
- دانفيل.

## أعلام
- جيسي إدواردز